# Uddevallabron
Uddevallabron je silniční zavěšený most v švédské provincii Västra Götaland v nejbližším okolí města Uddevalla.
Výstavba mostu navrženého společností Lokal XXX Arkitekter AB se začala v květnu 1997 a dokončena byla o tři roky později. Po otevření 20. května 2000 zkrátil trasu E6 o 12 km. S celkovou délkou 1712 m je most třetím nejdelším dálničním mostem v zemi (po mostech Most přes Öresund s délkou 7845 m a Sundsvallsbron s délkou 2109 m a sedmým nejdelším celkově. Most má 15 polí, největší je s délkou rozpětí 414 m druhým nejdelším zavěšeným polem v zemi. Celková šířka mostovky je 27 m a vede po ní čtyřpruhová vozovka. Hlavní pylony jsou 149 m vysoké a výškový rozdíl mezi mostovkou a hladinou fjordu Byfjorden je 47 m.
Na výstavbu mostu bylo použito 9000 tun oceli a 35000 m3 betonu. Celkové finanční náklady činily 900 mil. SEK.